# راک‌استار گیمز
راک‌استار گیمز (به انگلیسی: Rockstar Games) یک شرکت آمریکایی ناشر و توسعه‌دهنده بازی‌های ویدئویی مستقر در نیویورک است، که مالک آن شرکت تیک-تو اینتراکتیو می‌باشد. این شرکت به دلیل توسعهٔ بازی‌هایی همچون مجموعه اتومبیل‌دزدی بزرگ به شهرت و محبوبیت بسیار زیاد رسید. بازی‌های توسعه داده‌شده توسط راک‌استار گیمز به دلیل داشتن داستان‌های پیچیده، گرافیک بسیار خوب و محیط بازی‌هایی با جزئیات بالا، بسیار محبوب و پرطرفدار هستند. این شرکت به دلیل تمرکز بر روی جزئیات و کیفیت بالا در توسعه بازی‌ها، به عنوان یکی از شرکت‌های پیشرو در صنعت بازی‌های ویدئویی شناخته می‌شود.
راک‌استار گیمز اولین بار در سال ۱۹۹۸ در نیویورک به وسیلهٔ سم و دن هوسر، تری دونوان، جیمی کینگ وگری فورمن، توسعه‌دهنده‌های انگلیسی، ساخته شد. دفتر مرکزی شعبه اصلی راک‌استار در نیویورک (که با نام راک‌استار ان‌وای‌سی شناخته می‌شود) و در نزدیکی محلهٔ سوهو است.
در فوریه سال ۲۰۱۴، کپی‌های بازی‌های راک‌استار، به ۲۵۰ میلیون کپی رسید و بیشتر موفقیتش را مدیون سری بازی‌های اتومبیل‌دزدی بزرگ است که تنهایی ۱۵۷٫۵ میلیون فروش رفت. در مارس ۲۰۱۴ نیز راک‌استار جایزه فلوشیپ آکادمی بفتا برای سری بازی‌های اتومبیل‌دزدی بزرگ کسب کرد.
راک استار استودیوهای متعددی در نقاط مختلف جهان دارد؛ که می‌توان استودیوی راک‌استار نورث را از مشهورترین آن‌ها نام برد.

## حمله سایبری و درز اطلاعاتی
در روز ۱۸ سپتامبر سال ۲۰۲۲ فردی ناشناس با حمله سایبری و هک کردن راکستار گیمز موفق شد ۹۰ فوتیج (گیم پلی) به مدت حدود ۵۰ دقیقه از بازی اتومبیل دزدی بزرگ ۶ که هنوز در دست توسعه بود منتشر کند و این بزرگ‌ترین افشاگری در صنعت بازی‌های ویدیویی در شرکت راک استار و شاید جهان بود.

## استودیوها

### استودیوهای کنونی
راک‌استار در مجموع ۱۲ استودیوی فعال دارد که عبارتند از:
| آرم | نام                 | مکان                                  | تاسیس          | تصاحب | توضیحات |
| --- | ------------------- | ------------------------------------- | -------------- | ----- | --- |
|     | راک‌استار استرالیا   | سیدنی، استرالیا                       | ۲۰۱۳           | ۲۰۲۵  | توسعه‌دهنده ال.ای. نوآر: پرونده‌های واقعیت مجازی |
|     | راک‌استار داندی      | داندی، اسکاتلند                       | ۲۰۰۸           | ۲۰۲۰  | پیش از این به عنوان رافین گیمز شناخته می‌شد. این استودیو به دلیل ساخت بازی‌های کرک‌داون ۲ برای ایکس باکس ۳۶۰ و کرک‌داون ۳ برای ایکس باکس وان و مایکروسافت ویندوز و همکاری با ۳۴۳ اینداستریز در ساخت بازی هیلو: مجموعه مستر چیف برای ایکس باکس وان مشهور شده است. |
|     | راک‌استار هند        | بنگلور، هند                           | ۲۰۱۶           | —     | پیش از این به عنوان تکنی‌کالر ایندیا شناخته می‌شد، از سال ۲۰۱۲ به‌طور انحصاری با راک‌استار گیمز همکاری داشته است، تا اینکه در سال ۲۰۱۶ به عنوان استودیو اصلی راک‌استار در هند شناخته شد.                                                                          |
|     | راک‌استار ال‌ای       | سانتا مونیکا، کالیفرنیا، ایالات متحده | نامشخص         | —     | |
|     | راک‌استار لیدز       | لیدز، انگلیس                          | ۱۹۹۷           | ۲۰۰۴  | پیش از این به عنوان موربیوس انترتینمنت شناخته می‌شد؛ اتومبیل‌دزدی بزرگ: ماجراهای لیبرتی سیتی و ماجراهای وایس سیتی برای پلی‌استیشن همراه، مکس پین برای گیم بوی ادوانس، اتومبیل‌دزدی بزرگ: جنگ‌های محله چینی‌ها، موسیقی بازی بتراتور ساخته‌های این شرکت است.          |
|     | راک‌استار لینکلن     | لینکلن، انگلیس                        | ۱۹۹۲           | ۲۰۰۲  | پیش از این به عنوان تارانتولا استودیوز شناخته می‌شد. مسئولیت بومی‌سازی و تضمین کیفیت را به عهده دارد. |
|     | راک‌استار لندن       | لندن، انگلیس                          | ۲۰۰۵           | —     | راک‌استار لندن در دسامبر ۲۰۰۵ افتتاح شد. پس از بسته شدن راک‌استار وینا، این شرکت مسئول ساختن بازی شکارچی انسان ۲ و توسعه باشگاه نیمه‌شب: لس آنجلس برعهده گرفت.                                                                                                  |
|     | راک‌استار نیو انگلند | اندوور، ماساچوست، ایالات متحده        | ۱۹۹۹           | ۲۰۰۸  | راک‌استار نیو انگلند که در ۴ آوریل ۲۰۰۸ افتتاح شد، قبلاً با نام مد داک سافت‌ور شناخته می‌شد. این شرکت مسئولیت ساخت و توسعهٔ بازی بولی را برای پلتفرم‌های وی، اکس‌باکس ۳۶۰ و مایکروسافت ویندوز برعهده داشته است.                                                     |
|     | راک‌استار نورث       | ادینبرو، اسکاتلند                     | ۱۹۸۸           | ۲۰۰۲  | در سال ۱۹۸۸ با نام دی‌ام‌ای دیزاین افتتاح شد. توسعه‌دهندهٔ سری جی‌تی‌ای و شکارچی انسان. |
|     | راک‌استار سن دیگو    | کارلس‌بد، کالیفرنیا، ایالات متحده      | ۱۹۸۴           | ۲۰۰۲  | پیش از این به عنوان آنجل استودیو شناخته می‌شد. این شرکت سازنده اصلی موتور بازی پیشرفته راک‌استار است. سری بازی‌های رد دد و باشگاه نیمه‌شب را توسعه‌داده است. |
|     | راک‌استار تورنتو     | اوک‌ویل، انتاریو                       | اوایل دههٔ ۱۹۸۰ | ۱۹۹۹  | پیش از این به عنوان راک‌استار کانادا شناخته می‌شد. رزمندگان و انتقال اتومبیل‌دزدی بزرگ ۴ و اتومبیل‌دزدی بزرگ: قسمت‌هایی از لیبرتی‌سیتی به مایکروسافت ویندوز توسط این استودیو انجام شده است.                                                                        |
|     | Cfx.re              | —                                     | ۲۰۱۶           | ۲۰۲۳  | توسعه‌دهندهٔ پروژه‌های فایوام و ردام. |

### استودیوهای پیشین
| آرم | نام             | مکان           | تأسیس | تصاحب | تعطیلی | توضیحات |
| --- | --------------- | -------------- | ----- | ----- | ------ | --- |
|     | راک‌استار ونکوور | ونکوور، کانادا | ۱۹۹۸  | ۲۰۰۲  | ۲۰۱۲   | پیش از این به عنوان بارکینگ داگ استودیوز شناخته می‌شد. از بازی‌های این استودیو می‌توان بولی و مکس پین ۳ نام برد. در ژوئیه ۲۰۱۲ در راک‌استار تورنتو ادغام شد.                                                                                         |
|     | راک‌استار وینا   | وین، اتریش     | ۱۹۹۳  | ۲۰۰۳  | ۲۰۰۶   | پیش از این به عنوان نئو سافت‌ور شناخته می‌شد؛ راک‌استار وینا مسئولیت انتقال بازی‌ها به کنسول اکس‌باکس را داشته؛ هم‌چنین این شرکت، قبل از بسته شدنش مسئول ساختن بازی شکارچی انسان ۲ قبل از انتقال پروژه به راک‌استار لندن بوده است. در مه ۲۰۰۶ تعطیل شد. |

## بازی‌های ساخته شده توسط راک‌استار
| عنوان                           | تاریخ انتشار | تولیدکننده‌ها                                                               | نام انگلیسی                          |
| ------------------------------- | ------------ | -------------------------------------------------------------------------- | ------------------------------------ |
| مجموعهٔ بازی‌های اتومبیل‌دزدی بزرگ | ۱۹۹۷ تاکنون  | راک‌استار نرت، راک‌استار لیدز، راک‌استار تورنتو، راک‌استار لینکلن              | Grand Theft Auto series              |
| مانستر تراک مدنس                | ۱۹۹۸         | ترمینال ریلتی، اج آف ریلتی                                                 | Monster Truck Madness 64             |
| کشور وحشی فلزی                  | ۱۹۹۹         | راک‌استار نورث                                                              | Wild Metal Country                   |
| کوبنده: اسکیت و نابودکردن       | ۱۹۹۹         | زی-اکسیس                                                                   | Thrasher: Skate and Destroy          |
| باشگاه نیمه‌شب                   | ۲۰۰۰ تاکنون  | راک‌استار سن‌دیگو، راک‌استار لیدز، راک‌استار لندن                              | Midnight Club series                 |
| فرار قاچاقچی                    | ۲۰۰۰–۲۰۰۲    | آنجل استودیو (در حال حاضر راک‌استار سن‌دیگو)                                 | Smuggler's Run series                |
| مجموعهٔ بازی‌های مکس پین          | ۲۰۰۱ تاکنون  | رمدی انترتینمنت، راک‌استار گیمز                                             | Max Payne series                     |
| اونی                            | ۲۰۰۱         | بانجی، راک‌استار تورنتو                                                     | Oni                                  |
| حالت اضطراری                    | ۲۰۰۲         | وی‌آی‌اس اینترتینمنت                                                         | State of Emergency                   |
| سری بازی‌های منهانت              | ۲۰۰۳ تاکنون  | راک‌استار نرت، راک‌استار لیدز، راک‌استار تورنتو، راک‌استار لندن، راک‌استار وینا | Manhunt series                       |
| رد دد                           | ۲۰۰۴ تاکنون  | راک‌استار سن‌دیگو                                                            | Red Dead series                      |
| جنگجویان                        | ۲۰۰۵         | راک‌استار تورنتو، راک‌استار لیدز                                             | The Warriors                         |
| تنیس روی میز راکستار گیمز       | ۲۰۰۶         | راک‌استار سن‌دیگو                                                            | Rockstar Games presents Table Tennis |
| بولی                            | ۲۰۰۶         | راک‌استار ونکوور، راک‌استار نیو انگلند                                       | Bully                                |
| بیتراتور                        | ۲۰۰۹         | راک‌استار لیدز                                                              | Beaterator                           |
| ال ای نوآر                      | ۲۰۱۱         | تیم باندی                                                                  | L.A. Noire                           |
| شغل ایتالیایی                   | ۲۰۰۲         | پیکسولوژیگ لیمیتید                                                         | The Italian Job                      |

## فیلم‌ها
| کارخانه فوتبال                                             | ۲۰۰۴ | درام  |
| اتومبیل‌دزدی بزرگ: سن آندریاس                               | ۲۰۰۴ | درام  |
| راننده یکشنبه                                              | ۲۰۰۵ | مستند |
| سرخ‌پوست مرده: مردی از بلک‌واتر                              | ۲۰۱۰ | درام  |
| یادداشت‌ها 1. راک‌استار گیمز به عنوان تولیدکنندهٔ اجرایی است. |      |       |